# Такомбау, Джордж
Рату Сэр Джордж Кадавулеву Такомбау (фидж. Ratu Sir George Kadavulevu Cakobau, 6 ноября 1912—25 ноября 1989) — фиджийский политик, генерал-губернатор Фиджи (1973—1983).

## Биография
В 1932 г. окончил колледж Ньюингтон в Австралии, затем технический колледж в Вангануи, Новая Зеландия.
В 1938 г. становится членом Большого совета вождей, в котором находился вплоть до 1972 г.
Участвовал во Второй мировой войне (1939—1945), дослужившись до звания капитана. Возвратившись на Фиджи после её окончания, в 1951 г. он был избран в Законодательный совет. В составе парламента он пребывал и после его переименования в Палату представителей, до своего назначения в 1973 г. на пост генерал-губернатора.
В составе правительства он сначала работал в качестве министра по делам Фиджи и местного самоуправления, а в 1970—1972 гг. — министром без портфеля.
В 1973—1983 гг. — генерал-губернатор Фиджи. На этом посту он активно участвовал в разрешении правительственного кризиса, когда победившая оппозиционная индо-фиджийская коалиция так и не смогла сформировать кабинет. Были назначены новые выборы, на которых к власти вновь пришла Партия Альянса Камисесе Мара.